# LIII Festival Internacional de la Canción de Viña del Mar
El LIII Festival Internacional de la Canción de Viña del Mar, o simplemente Viña 2012, se realizó en el Anfiteatro de la Quinta Vergara, en la ciudad de Viña del Mar, Región de Valparaíso, Chile del 22 al 27 de febrero de 2012, regresando a su antiguo formato de miércoles a lunes.
El 22 de diciembre de 2011 se confirmó la programación y los artistas invitados del certamen. Dentro de los artistas participantes destacan José Luis Perales, Morrissey, Luis Miguel, Marc Anthony, Prince Royce, Los Bunkers, Diego Torres, Luis Fonsi, Juan Luis Guerra y Camila, entre otros.
La transmisión y producción del evento fue realizada por Chilevisión, siendo transmitida adicionalmente a nivel local por su señal digital y por UCV HD. A&E y Tv Azteca lo transmitieron internacionalmente.
Es el primer Festival en el que se entrega la Gaviota de Platino, convirtiéndose en el quinto premio oficial, el de mayor importancia y el que solo los mejores artistas (según el público) puede obtener.

## Artistas

### Musicales
- Diego Torres
- Luis Miguel
- Camila
- Marc Anthony
- Daniel Muñoz
- Salvatore Adamo
- Morrissey
- Los Bunkers
- Manuel García
- Garras de Amor
- Ráfaga
- Luis Fonsi
- Rosana
- Prince Royce
- José Luis Perales
- Juan Luis Guerra

### Humoristas
- Dinamita Show
- Zip-Zup
- Bombo Fica

## Programación
|           | Obertura.                         |
| A / A     | Antorcha de plata / oro           |
| G / G / G | Gaviota de plata / oro / platino  |
| UTC -3    | Hora de Chile (horario de verano) |

### Día 1 (miércoles 22)
La primera noche del festival se inició con una presentación recordando diversos hitos de la historia del festival, destacando la presentación de Roberto Bravo, Fernando Ubiergo, Florcita Motuda, Millaray Viera e Ignacio Venegas (ganador de la segunda temporada de Talento chileno) interpretando tres de las canciones más conocidas que han participado en la competencia internacional: "El tiempo en las bastillas", "Brevemente... gente" y "Alma, corazón y pan". La obertura también tuvo un sencillo homenaje a Felipe Camiroaga, conductor del evento en 2009 y 2010 y que falleció cinco meses antes en un accidente aéreo.
Tras la obertura, se presentó el argentino Diego Torres, quien se mantuvo en el escenario por una hora y media aproximadamente. Luego de ello empezó la competencia internacional con Chile, Dinamarca y México; y después la competencia folclórica con Argentina, Colombia y Perú.
Al cerrar la noche llegó el turno de Luis Miguel, quien inició el show pasada la una de la mañana. La presentación, que recorrió toda su trayectoria musical hasta la fecha, tuvo una serie de problemas de audio que molestaron al cantante mexicano. Debido a disposiciones tanto de Morrissey como de Luis Miguel, el show no fue transmitido para el resto de Latinoamérica, cancelándose las transmisiones por A&E y TV Azteca. Tras más de una hora y 40 minutos de show, los animadores entregaron a Luis Miguel la Gaviota de plata, seguida por una de oro y, por primera vez en la historia del evento viñamarino, una «Gaviota de platino» en reconocimiento de los 30 años de carrera del cantante. Tras ello, la alcaldesa Virginia Reginato entregó las llaves de la ciudad de Viña del Mar antes de una última canción y dar paso al cierre de transmisiones.
En un hecho inédito, el Festival compitió directamente con un programa de televisión, el reality show Mundos opuestos de Canal 13, a diferencia de otros años en que los canales de la competencia suspenden su transmisión habitual y presentan programas de bajo impacto. La primera noche del Festival tuvo una sintonía de 25,1 puntos, obteniendo el liderazgo del día miércoles, pero muy por debajo de las cifras alcanzadas años anteriores y levemente superior a Mundos opuestos que alcanzó 23,4 puntos promedio y que, durante ciertos instantes previo a la presentación de Luis Miguel, logró incluso superar al Festival de Viña del Mar. Al igual que en la noche del sábado 25 de febrero compite por primera vez en su historia con otro festival llamado Viva Dichato que fue transmitido en Mega.
| N.º | Nombre                                                                             | Descripción                                          | Confirmación            | Actuación   | Sintonía | Premios                       | Lista de temas / Rutina |
| --- | ---------------------------------------------------------------------------------- | ---------------------------------------------------- | ----------------------- | ----------- | -------- | ----------------------------- | --- |
| O   | Roberto Bravo, Fernando Ubiergo, Millaray Viera, Florcita Motuda e Ignacio Venegas | Obertura del Festival y homenaje a Felipe Camiroaga. |                         | 22:00 22:12 |          | —                             | Ver lista 1. El tiempo en las bastillas 2. Alma, corazón y pan 3. Gente |
| 1   | Diego Torres                                                                       | Cantante y de baladas y pop latino                   | 7 de septiembre de 2011 | 22:25 23:55 |          | A (23:38) A (23:50)           | Ver lista 1. Esto es lo que soy 2. No alcanzan las flores 3. El mundo es igual 4. Penélope 5. Guapa 6. Samba para olvidar (Tributo a Mercedes Sosa) 7. Bendito 8. Tratar de estar mejor 9. Usted (junto a Alexander Batista) 10. Muchacha (Ojos de papel) (Tributo a Luis Alberto Spinetta) 11. Mirar atrás (junto a La Mala Rodríguez) 12. Déjame estar 13. Mi corazón se fue 14. Guapa 15. Sueños 16. Color esperanza 17. Nostalgias |
| 2   | Luis Miguel                                                                        | Cantante de boleros, baladas, Mariachi y Pop latino  | 28 de octubre de 2011   | 01:05 02:50 |          | G (02:40) G (02:41) G (02:42) | Ver lista 1. Te propongo esta noche 2. Suave 3. Con tus besos 4. Tres palabras 5. La barca 6. Somos novios 7. Popurrí (Por debajo de la mesa/La gloria eres tú/Bésame mucho) 8. Popurrí (Inolvidable/La última noche/Amor, amor, amor) 9. Come fly with me 10. Popurrí (No me puedes dejar así/Palabra de honor/Entrégate/La incondicional) 11. Esa niña 12. Popurrí (Un hombre busca una mujer/Cuestión de piel/Oro de ley) 13. Tú, solo tú 14. Te necesito 15. No existen límites 16. ¡Qué nivel de mujer! 17. Fiebre de amor 18. Popurrí (Decídete/Los muchachos de hoy/Ahora te puedes marchar/La chica del bikini azul/Isabel/Cuando calienta el sol) 19. Labios de miel |

### Día 2 (jueves 23)
| N.º | Nombre        | Descripción                             | Confirmación            | Actuación   | Sintonía | Premios                                 | Lista de temas / Rutina |
| --- | ------------- | --------------------------------------- | ----------------------- | ----------- | -------- | --------------------------------------- | --- |
| 1   | Camila        | Grupo musical de baladas                | 28 de octubre de 2011   | 22:02 23:18 |          | A (22:56) A (22:57) G (23:05)           | Ver lista 1. Mientes 2. Dejarte de amar 3. Todo cambió 4. Entre tus alas 5. Abrázame 6. Bésame 7. De qué me sirve la vida 8. De mí 9. Aléjate de mí 10. Solo para ti 11. Coleccionista de canciones 12. Todo cambió (bis)                                                      |
| 2   | Dinamita Show | Humoristas                              | 19 de febrero de 2012   | 23:26 00:35 |          | A (00:27) A (00:29) G (00:31) G (00:33) | Ver lista |
| 3   | Marc Anthony  | Cantante de salsa, baladas y pop latino | 22 de diciembre de 2011 | 01:25 03:01 |          | A (02:05) A (02:42) G (02:43) G (02:52) | Ver lista 1. Aguanile 2. Y hubo alguien 3. Volando entre tus brazos 4. Hasta ayer 5. Valió la pena 6. Mi gente 7. ¿Y cómo es él? (junto a José Luis Perales) 8. Más que ayer 9. Qué precio tiene el cielo 10. Hasta que te conocí 11. Te conozco bien 12. Tu amor me hace bien |

### Día 3 (viernes 24)
| N.º | Nombre          | Descripción                                                    | Confirmación            | Actuación   | Sintonía | Premios                       | Lista de temas / Rutina |
| --- | --------------- | -------------------------------------------------------------- | ----------------------- | ----------- | -------- | ----------------------------- | --- |
| 1   | Daniel Muñoz    | Cantante y Actor                                               | 22 de diciembre de 2011 | 21:59 22:24 |          | A (22:23) A (22:25)           | Ver lista |
| 2   | Salvatore Adamo | Cantante de baladas                                            |                         | 22:33 00:04 |          | A (23:37) A (23:39) G (23:50) | Ver lista 1. Es mi vida 2. Como siempre 3. En mi canasta 4. Un mechón de su cabello 5. Porque yo quiero 6. Tu nombre 7. Creo en los ángeles 8. Quiero 9. Mañana en la luna 10. Era una linda flor 11. Medley (Historia de un clavo / El neón / Pequeña felicidad) 12. Medley (El amor se te parece / Nuestra novela) 13. Cae la nieve 14. Arroyo de mi infancia 15. Mis manos en tu cintura 16. Muy juntos 17. Te tengo y te guardo 18. En bandolera 19. Inch'Allah 20. La noche 21. Mi gran noche                             |
| 3   | Morrissey       | Cantante y compositor de rock alternativo y rock independiente |                         | 00:55 02:15 |          | —                             | Ver lista 1. I Want the One I Can't Have 2. First of the Gang to Die 3. You're The One For Me, Fatty 4. When Last I Spoke to Carol 5. Black Cloud 6. Speedway 7. There's A Light that Never Goes Out 8. Everyday is Like Sunday 9. I Know it's Over 10. Let me Kiss You 11. People Are the Same Everywhere 12. I'm Throwing my Arms Around Paris 13. Meat Is Murder 14. Ouija Board, Ouija Board 15. Action is My Middle Name 16. I Will See You in Far-off Places 17. Scandinavia 18. You Have Killed Me 19. How Soon Is Now? |

### Día 4 (sábado 25)
| N.º | Nombre                    | Descripción                                                       | Confirmación | Actuación   | Sintonía | Premios                                 | Lista de temas / Rutina |
| --- | ------------------------- | ----------------------------------------------------------------- | ------------ | ----------- | -------- | --------------------------------------- | --- |
| 1   | Los Bunkers               | Grupo musical y compositora de rock, folk rock y rock alternativo |              | 22:02 23:35 |          | A (23:00) A (23:02) G (23:21) G (23:22) | Ver lista 1. .No me hables de sufrir 2. .Miéntele 3. .Santiago de Chile 4. .Las cosas que cambié y dejé por ti 5. .Una nube cuelga sobre mí 6. .Nada nuevo bajo el sol 7. .Al final de este viaje en la vida (junto a Manuel García) 8. .Pequeña serenata diurna\La Exiliada del Sur 9. .El necio 10. .Pobre corazón 11. .Quién fuera 12. .Llueve sobre la ciudad 13. .Miño 14. .Fantasías animadas de ayer y hoy 15. .Canción para mañana 16. .Ángel para un final 17. .Ven aquí 18. .Ahora que no estás |
| 2   | Zip Zup                   | Humorista                                                         |              | 00:00 00:34 |          | A (00:23) A (00:25)                     | Ver lista 1. Chistes Cortos |
| 3   | Manuel García             | Cantante y compositor de rock, folk rock y trova                  |              | 00:47 01:39 |          | A (01:24) A (01:26) G (01:33) G (01:37) | Ver lista 1. Témpera 2. Tu ventana 3. Vida mía 4. Alfil 5. Piedra negra 6. Hablar de ti 7. La danza de los Manueles (poema) 8. La gran capital 9. Reloj 10. El viejo comunista 11. Los colores |
| 4   | Garras De Amor            | Grupo de música tropical                                          |              | 02:17 02:48 |          |                                         | Ver lista 1. Si tú te vas 2. Apasionados 3. Loco por vos 4. Mueve mueve 5. Yo te invito a bailar 6. Amor prohibido 7. Bailalo 8. Condename 9. Si esto no es amor 10. Que te vaya bien 11. Gotitas de lluvia 12. Caprichito |
| 5   | Ráfaga con Rodrigo Tapari | Banda de música tropical                                          |              | 02:49 03:25 |          |                                         | Ver lista |

### Día 5 (domingo 26)
| N.º | Nombre       | Descripción                                  | Confirmación | Actuación   | Sintonía | Premios                                 | Lista de temas / Rutina |
| --- | ------------ | -------------------------------------------- | ------------ | ----------- | -------- | --------------------------------------- | --- |
| 1   | Luis Fonsi   | Cantante de baladas románticas y pop latino. |              | 22:03 22:53 |          | A (23:26) A (23:33) G (23:36) G (23:44) | Ver lista 1. Me gustas tú 2. Quisiera poder olvidarme de ti 3. Tu amor 4. La mentira 5. Aunque estés con él 6. Nada es para siempre 7. Llueve por dentro 8. Imagíname sin ti 9. Gritar 10. Por una mujer 11. Se supone 12. ¿Quién te dijo eso? 13. Explícame 14. Abrazar la vida 15. Respirar 16. Aquí estoy yo 17. No me doy por vencido 18. Claridad |
| 2   | Rosana       | Cantante de Pop rock                         |              | 00:24 01:22 |          | A (01:01) A (01:21) G (01:23) G (01:26) | Ver lista |
| 3   | Prince Royce | Cantante de bachata.                         |              | 01:53 02:55 |          | A (02:47) A (02:49) G (02:51)           | Ver lista 1. Ven conmigo 2. Stand by me 3. Su hombre soy yo 4. Yo Te Ame 5. Te me vas 6. Mi última carta 7. Tú y yo 8. Incondicional 9. Addicted 10. Corazón sin cara 11. Rechazame 12. Las Cosas Pequeñas Cierre de transmisión 1. El verdadero amor perdona 2. Corazón sin cara                                                                      |

### Día 6 (lunes 27)
Durante su rutina Bombo Fica hizo alusión a su presentación en el LI Festival Internacional de la Canción de Viña del Mar señalando el artista sorpresa que se presentaría en el cierre y mencionó que no hubo noche de cierre por el terremoto que obligó a cancelar la jornada final del certamen previo al desastre.
| N.º | Nombre            | Descripción           | Confirmación | Actuación   | Sintonía | Premios                                 | Lista de temas / Rutina |
| --- | ----------------- | --------------------- | ------------ | ----------- | -------- | --------------------------------------- | --- |
| 1   | Bombo Fica        | Humorista             |              | 22:03 23:15 |          | A (23:03) A (23:04) G (23:14) G (23:15) | Ver lista |
| 2   | José Luis Perales | Cantante y compositor |              | 23:32 00:39 |          | A (00:25) A (00:26) G (00:32) G (00:33) | Ver lista 1. Me llamas 2. Un velero llamado libertad 3. Quisiera decir tu nombre 4. Morir por ti 5. Y te vas 6. Ven aquí 7. Por qué no estas 8. Mirate 9. Amada mía 10. Sí 11. Y sigo enamorado 12. Canción de otoño 13. Celos de mi guitarra 14. El amor 15. ¿Y cómo es él? 16. Te quiero |
| 3   | Juan Luis Guerra  | Cantante de merengue  |              | 00:54 02:18 |          | A (01:45) A (01:46) G (02:00) G (02:01) | Ver lista 1. La travesía 2. La bilirrubina 3. La llave de mi corazón 4. Bachata rosa 5. Son al rey 6. Como yo 7. Para ti 8. Mi bendición 9. El Niágara en bicicleta 10. Visa para un sueño 11. Las avispas 12. La guagua 13. En el cielo no hay hospital 14. Ojalá llueva café             |

## Competencias[13]

### Jurado
Desde 2011 la comisión organizadora decidió fusionar los jurados internacional y folclórico en uno solo. El jurado del certamen 2012 estuvo compuesto por:
- José Luis Perales (presidente del jurado, cantante español)
- Leo Caprile (Animador de Chilevisión, locutor radial)
- Manuel García (cantautor chileno, conocido como "El comandante del Folk-Rock chileno")
- Rosana (cantautora española)
- Francisca García Huidobro (Animadora de Primer plano en Chilevisión)
- Daniel Muñoz (actor y músico chileno, líder del grupo de cueca brava, 3x7 veintiuna)
- Juan Andrés Ossandón (productor y compositor musical chileno)
- Cristián Sánchez (animador de Fiebre de baile y La mañana de Chilevisión en Chilevisión)
- / Mario Cimarro (actor cubano-mexicano, protagonista de teleseries como Pasión de gavilanes y El cuerpo del deseo)

### Género Internacional
| País      | Título              | Intérprete        | Autor                        | Compositor                     | Posición                   |
| --------- | ------------------- | ----------------- | ---------------------------- | ------------------------------ | -------------------------- |
| Italia    | Grazie a te         | Denise Faro       | Bruno Rubino y Denise Faro   | Giusseppe di Tella             | 1.er lugar                 |
| México    | Extranjera          | Juan Solo         | Juan Alberto Solís           | Juan Alberto Solís             | Finalista Mejor intérprete |
| Panamá    | La vida es bella    | Grettel Garibaldi | Grettel Garibaldi            | Grettel Garibaldi              | Finalista                  |
| Chile     | Mi gran amor        | Leandro Martínez  | Cristóbal Müller e Iván Mena | Cristóbal Müller e Iván Mena   | No sigue                   |
| Dinamarca | Read my hips        | The Kat           | Stengaard Petersen           | Michael Garvin y Patricio Moya | No sigue                   |
| España    | Vuela, vuela, vuela | Pedro Enrique     | Alejandro Abad               | Alejandro Abad                 | No sigue                   |

#### Primera ronda
| Canciones y puntajes  | Canciones y puntajes | Canciones y puntajes | Canciones y puntajes | Canciones y puntajes | Canciones y puntajes | Canciones y puntajes | Canciones y puntajes | Canciones y puntajes | Canciones y puntajes | Canciones y puntajes | Canciones y puntajes | Canciones y puntajes | Canciones y puntajes | Canciones y puntajes |
| Fecha                 | Participante         | País                 | Canción Interpretada | Promedio             |                      |                      |                      |                      |                      |                      |                      |                      |                      |                      |
| 22 de febrero de 2012 | Leandro Martínez     | Bandera de Chile     | Mi gran amor         | 4,80                 |                      |                      |                      |                      |                      |                      |                      |                      |                      |                      |
| 22 de febrero de 2012 | The Kat              | Bandera de Dinamarca | Read my hips         | 2,86                 |                      |                      |                      |                      |                      |                      |                      |                      |                      |                      |
| 22 de febrero de 2012 | Juan Solo            | Bandera de México    | Extranjera           | 5,57                 |                      |                      |                      |                      |                      |                      |                      |                      |                      |                      |
| 23 de febrero de 2012 | Grettel Garibaldi    | Bandera de Panamá    | La vida es bella     | 5,14                 |                      |                      |                      |                      |                      |                      |                      |                      |                      |                      |
| 23 de febrero de 2012 | Pedro Enrique        | Bandera de España    | Vuela, vuela, vuela  |                      |                      |                      |                      |                      |                      |                      |                      |                      |                      |                      |
| 23 de febrero de 2012 | Denise Faro          | Bandera de Italia    | Grazie a te          | 5,71                 |                      |                      |                      |                      |                      |                      |                      |                      |                      |                      |
| --------------------- | -------------------- | -------------------- | -------------------- | -------------------- | -------------------- | -------------------- | -------------------- | -------------------- | -------------------- | -------------------- | -------------------- | -------------------- | -------------------- | -------------------- |

#### Segunda ronda
| Canciones y puntajes | Canciones y puntajes | Canciones y puntajes | Canciones y puntajes | Canciones y puntajes | Canciones y puntajes | Canciones y puntajes | Canciones y puntajes | Canciones y puntajes | Canciones y puntajes | Canciones y puntajes | Canciones y puntajes | Canciones y puntajes | Canciones y puntajes | Canciones y puntajes |
| Fecha                | Participante         | País                 | Canción Interpretada | Promedio             |                      |                      |                      |                      |                      |                      |                      |                      |                      |                      |
| de febrero de 2012   | Leandro Martínez     | Bandera de Chile     | Mi gran amor         |                      |                      |                      |                      |                      |                      |                      |                      |                      |                      |                      |
| de febrero de 2012   | Juan Solo            | Bandera de México    | Extranjera           |                      |                      |                      |                      |                      |                      |                      |                      |                      |                      |                      |
| de febrero de 2012   | The Kat              | Bandera de Dinamarca | Read my hips         |                      |                      |                      |                      |                      |                      |                      |                      |                      |                      |                      |
| de febrero de 2012   | Grettel Garibaldi    | Bandera de Panamá    | La vida es bella     | 5,86                 |                      |                      |                      |                      |                      |                      |                      |                      |                      |                      |
| de febrero de 2012   | Pedro Enrique        | Bandera de España    | Vuela, vuela, vuela  |                      |                      |                      |                      |                      |                      |                      |                      |                      |                      |                      |
| de febrero de 2012   | Denise Faro          | Bandera de Italia    | Grazie a te          | 6,43                 |                      |                      |                      |                      |                      |                      |                      |                      |                      |                      |
| -------------------- | -------------------- | -------------------- | -------------------- | -------------------- | -------------------- | -------------------- | -------------------- | -------------------- | -------------------- | -------------------- | -------------------- | -------------------- | -------------------- | -------------------- |

#### Clasificación
| Canciones y puntajes | Canciones y puntajes | Canciones y puntajes | Canciones y puntajes | Canciones y puntajes | Canciones y puntajes | Canciones y puntajes | Canciones y puntajes | Canciones y puntajes | Canciones y puntajes | Canciones y puntajes | Canciones y puntajes | Canciones y puntajes | Canciones y puntajes | Canciones y puntajes |
| Participante         | País                 | Canción Interpretada | Puntaje 1° Ronda     | Puntaje 2° Ronda     | Promedio             |                      |                      |                      |                      |                      |                      |                      |                      |                      |
| Denise Faro          | Bandera de Italia    | Grazie a te          | 5,71                 | 6,43                 | 6,07                 |                      |                      |                      |                      |                      |                      |                      |                      |                      |
| Juan Solo            | Bandera de México    | Extranjera           | 5,57                 |                      | 5,93                 |                      |                      |                      |                      |                      |                      |                      |                      |                      |
| Grettel Garibaldi    | Bandera de Panamá    | La vida es bella     | 5,14                 | 5,86                 | 5,50                 |                      |                      |                      |                      |                      |                      |                      |                      |                      |
| Leandro Martínez     | Bandera de Chile     | Mi gran amor         | 4,08                 |                      | 5,08                 |                      |                      |                      |                      |                      |                      |                      |                      |                      |
| The Kat              | Bandera de Dinamarca | Read my hips         | 2,86                 |                      | 3,22                 |                      |                      |                      |                      |                      |                      |                      |                      |                      |
| Pedro Enrique        | Bandera de España    | Vuela, vuela, vuela  |                      |                      | 2,86                 |                      |                      |                      |                      |                      |                      |                      |                      |                      |
| -------------------- | -------------------- | -------------------- | -------------------- | -------------------- | -------------------- | -------------------- | -------------------- | -------------------- | -------------------- | -------------------- | -------------------- | -------------------- | -------------------- | -------------------- |

#### Final
| Canciones y puntajes | Canciones y puntajes | Canciones y puntajes | Canciones y puntajes | Canciones y puntajes   | Canciones y puntajes | Canciones y puntajes | Canciones y puntajes | Canciones y puntajes | Canciones y puntajes | Canciones y puntajes | Canciones y puntajes | Canciones y puntajes | Canciones y puntajes | Canciones y puntajes |
| Fecha                | Participante         | País                 | Canción Interpretada | Puntaje S/Voto Secreto | Puntaje Final        |                      |                      |                      |                      |                      |                      |                      |                      |                      |
| de febrero de 2012   | Denise Faro          | Bandera de Italia    | Grazie a te          | 6,57                   |                      |                      |                      |                      |                      |                      |                      |                      |                      |                      |
| de febrero de 2012   | Juan Solo            | Bandera de México    | Extranjera           | 6,29                   |                      |                      |                      |                      |                      |                      |                      |                      |                      |                      |
| de febrero de 2012   | Grettel Garibaldi    | Bandera de Panamá    | La vida es bella     | 5,00                   |                      |                      |                      |                      |                      |                      |                      |                      |                      |                      |
| -------------------- | -------------------- | -------------------- | -------------------- | ---------------------- | -------------------- | -------------------- | -------------------- | -------------------- | -------------------- | -------------------- | -------------------- | -------------------- | -------------------- | -------------------- |

### Género Folclórico
| País      | Título              | Intérprete              | Autor           | Compositor                                 | Posición                    |
| --------- | ------------------- | ----------------------- | --------------- | ------------------------------------------ | --------------------------- |
| Chile     | Caprichosa          | Mauricio Zapata         | Lucas Saavedra  | José Saavedra                              | Mejor Canción               |
| Colombia  | Mudanza de piel     | Anabella y Los Juglares | Andrea Botero   | Andrea Botero, Anabella y Andrés Rodríguez | Finalista, Mejor Intérprete |
| Perú      | Tu grandeza         | Saywa                   | Victoria Porras | Victoria Porras                            | Finalista                   |
| Argentina | No te vayas         | Claudio Tais            | Claudio Tais    | Claudio Tais                               | No sigue                    |
| Bolivia   | Embrujo del caporal | Rossana Marín           | Roxana Piza     | Roxana Piza                                | No sigue                    |
| Canadá    | Automne             | Ça Claque               | Marc Colin      | Mario Savard                               | No sigue                    |

#### Primera ronda
| Canciones y puntajes  | Canciones y puntajes    | Canciones y puntajes | Canciones y puntajes | Canciones y puntajes | Canciones y puntajes | Canciones y puntajes | Canciones y puntajes | Canciones y puntajes | Canciones y puntajes | Canciones y puntajes | Canciones y puntajes | Canciones y puntajes | Canciones y puntajes | Canciones y puntajes |
| Fecha                 | Participante            | País                 | Canción Interpretada | Promedio             |                      |                      |                      |                      |                      |                      |                      |                      |                      |                      |
| 22 de febrero de 2012 | Anabella y Los Juglares | Bandera de Colombia  | Mudanza de piel      | 4,75                 |                      |                      |                      |                      |                      |                      |                      |                      |                      |                      |
| 22 de febrero de 2012 | Claudio Tais            | Bandera de Argentina | No te vayas          | 4,25                 |                      |                      |                      |                      |                      |                      |                      |                      |                      |                      |
| 22 de febrero de 2012 | Saywa                   | Bandera de Perú      | Tu grandeza          | 4,71                 |                      |                      |                      |                      |                      |                      |                      |                      |                      |                      |
| 23 de febrero de 2012 | Mauricio Zapata         | Bandera de Chile     | Caprichosa           | 6,26                 |                      |                      |                      |                      |                      |                      |                      |                      |                      |                      |
| 23 de febrero de 2012 | Rossana Marín           | Bandera de Bolivia   | Embrujo del caporal  | 3,00                 |                      |                      |                      |                      |                      |                      |                      |                      |                      |                      |
| 23 de febrero de 2012 | Ça Claque               | Bandera de Canadá    | Automne              | 4,44                 |                      |                      |                      |                      |                      |                      |                      |                      |                      |                      |
| --------------------- | ----------------------- | -------------------- | -------------------- | -------------------- | -------------------- | -------------------- | -------------------- | -------------------- | -------------------- | -------------------- | -------------------- | -------------------- | -------------------- | -------------------- |

#### Segunda ronda
| Canciones y puntajes  | Canciones y puntajes    | Canciones y puntajes | Canciones y puntajes | Canciones y puntajes | Canciones y puntajes | Canciones y puntajes | Canciones y puntajes | Canciones y puntajes | Canciones y puntajes | Canciones y puntajes | Canciones y puntajes | Canciones y puntajes | Canciones y puntajes | Canciones y puntajes |
| Fecha                 | Participante            | País                 | Canción Interpretada | Puntaje              |                      |                      |                      |                      |                      |                      |                      |                      |                      |                      |
| 24 de febrero de 2012 | Anabella y Los Juglares | Bandera de Colombia  | Mudanza de piel      | 5,71                 |                      |                      |                      |                      |                      |                      |                      |                      |                      |                      |
| 24 de febrero de 2012 | Claudio Tais            | Bandera de Argentina | No te vayas          | 4,71                 |                      |                      |                      |                      |                      |                      |                      |                      |                      |                      |
| 24 de febrero de 2012 | Saywa                   | Bandera de Perú      | Tu grandeza          | 5,29                 |                      |                      |                      |                      |                      |                      |                      |                      |                      |                      |
| 24 de febrero de 2012 | Mauricio Zapata         | Bandera de Chile     | Caprichosa           | 6,89                 |                      |                      |                      |                      |                      |                      |                      |                      |                      |                      |
| 24 de febrero de 2012 | Rossana Marín           | Bandera de Bolivia   | Embrujo del caporal  | 2,89                 |                      |                      |                      |                      |                      |                      |                      |                      |                      |                      |
| 24 de febrero de 2012 | Ça Claque               | Bandera de Canadá    | Automne              | 3,89                 |                      |                      |                      |                      |                      |                      |                      |                      |                      |                      |
| --------------------- | ----------------------- | -------------------- | -------------------- | -------------------- | -------------------- | -------------------- | -------------------- | -------------------- | -------------------- | -------------------- | -------------------- | -------------------- | -------------------- | -------------------- |

#### Clasificación
| Canciones y puntajes    | Canciones y puntajes | Canciones y puntajes | Canciones y puntajes | Canciones y puntajes | Canciones y puntajes | Canciones y puntajes | Canciones y puntajes | Canciones y puntajes | Canciones y puntajes | Canciones y puntajes | Canciones y puntajes | Canciones y puntajes | Canciones y puntajes | Canciones y puntajes |
| Participante            | País                 | Canción Interpretada | Puntje 1° Ronda      | Puntje 2° Ronda      | Promedio             |                      |                      |                      |                      |                      |                      |                      |                      |                      |
| Mauricio Zapata         | Bandera de Chile     | Caprichosa           | 6,29                 | 6,89                 | 6,59                 |                      |                      |                      |                      |                      |                      |                      |                      |                      |
| Anabella y Los Juglares | Bandera de Colombia  | Mudanza de piel      | 4,75                 | 5,71                 | 5,23                 |                      |                      |                      |                      |                      |                      |                      |                      |                      |
| Saywa                   | Bandera de Perú      | Tu grandeza          | 4,71                 | 5,29                 | 5,04                 |                      |                      |                      |                      |                      |                      |                      |                      |                      |
| Claudio Tais            | Bandera de Argentina | No te vayas          | 4,25                 | 4,71                 | 4,48                 |                      |                      |                      |                      |                      |                      |                      |                      |                      |
| Ça Claque               | Bandera de Canadá    | Automne              | 4,44                 | 3,89                 | 4,17                 |                      |                      |                      |                      |                      |                      |                      |                      |                      |
| Rossana Marín           | Bandera de Bolivia   | Embrujo del caporal  | 3,00                 | 2,89                 | 2,95                 |                      |                      |                      |                      |                      |                      |                      |                      |                      |
| ----------------------- | -------------------- | -------------------- | -------------------- | -------------------- | -------------------- | -------------------- | -------------------- | -------------------- | -------------------- | -------------------- | -------------------- | -------------------- | -------------------- | -------------------- |

#### Final
| Canciones y puntajes  | Canciones y puntajes    | Canciones y puntajes | Canciones y puntajes | Canciones y puntajes | Canciones y puntajes | Canciones y puntajes | Canciones y puntajes | Canciones y puntajes | Canciones y puntajes | Canciones y puntajes | Canciones y puntajes | Canciones y puntajes | Canciones y puntajes | Canciones y puntajes |
| Fecha                 | Participante            | País                 | Canción Interpretada | Puntaje              |                      |                      |                      |                      |                      |                      |                      |                      |                      |                      |
| 24 de febrero de 2012 | Mauricio Zapata         | Bandera de Chile     | Caprichosa           | 6,5                  |                      |                      |                      |                      |                      |                      |                      |                      |                      |                      |
| 24 de febrero de 2012 | Anabella y Los Juglares | Bandera de Colombia  | Mudanza de piel      | 5,2                  |                      |                      |                      |                      |                      |                      |                      |                      |                      |                      |
| 24 de febrero de 2012 | Saywa                   | Bandera de Perú      | Tu grandeza          | 5                    |                      |                      |                      |                      |                      |                      |                      |                      |                      |                      |
| --------------------- | ----------------------- | -------------------- | -------------------- | -------------------- | -------------------- | -------------------- | -------------------- | -------------------- | -------------------- | -------------------- | -------------------- | -------------------- | -------------------- | -------------------- |

## Controversias

### Restricciones a la transmisión internacional
A petición de los artistas, las presentaciones de Luis Miguel y Morrissey no fueron transmitidas fuera de Chile, siendo omitidas por A&E, TV Azteca y todos los canales internacionales donde se transmitió el evento.

### La "Guerra de los Festivales"
La primera controversia se suscitó antes del comienzo del festival.
Desde hace unos años, la televisión chilena (aun cuando solo uno o dos canales tenían la exclusividad del festival) se abocaba durante febrero a estar (si quería) en Viña del Mar. Sin embargo, este año ha sido notablemente distinto frente al surgimiento de diversos festivales a lo largo de todo Chile. Con el Festival del Huaso de Olmué que ya lleva también su historia dentro de la televisión, se sumó hace unos años el Festival de Iquique (cuya transmisión estaba a cargo de TVN, sin transmisión en directo para las regiones XV, I y II, como tampoco se transmitió en su señal internacional) y este año se agregó el Festival "Viva Dichato" y el Festival de Antofagasta. Muchos diarios señalaron esta como una nueva guerra televisiva en Chile: la "Guerra de los Festivales".
Esto ocasionó una serie de críticas por parte de la prensa especializada, señalando las deficiencias de la parrilla del Festival de Viña en comparación a la de los demás festivales (el caso del Festival de Iquique, que trajo a Demi Lovato). Consultado al respecto, los animadores del festival respondieron bajándole el perfil señalando “cuando hay competencia, uno se esfuerza por hacer las cosas bien”. Así también la alcaldesa de Viña del Mar, Virginia Reginato señaló que sería bueno que cada región contara con un festival como el de Viña del Mar.

### Exigencias de los artistas
La primera gran crítica que se suscitó de parte de los medios de prensa fueron las excéntricas exigencias por parte de ciertos artistas.
Generalmente, la producción del festival le da facilidades a sus artistas invitados para que durante su estadía en Viña del Mar estén cómodos como poner a la disposición del artista una cierta cantidad de toallas o una televisión plasma u otras comodidades, aunque algunas pasan de ser simples comodidades a ser "exigencias excéntricas" de parte de los artistas, las que anualmente son destacadas por ciertos medios.
Este año, sin embargo, algunas exigencias fueron más allá. Tal fue el caso de dos artistas: Luis Miguel y Morrissey.
El artista mexicano fue, sin lugar a dudas, el que tuvo las exigencias más extravagantes como que "no lo miren directamente a los ojos", o que "no quería toparse con nadie tras bambalinas" o que "se limitara el acceso al palco de la prensa acreditada" (esto último llegando a rozar lo inhumano pues para acatar con la exigencia, la producción del canal encerró a toda la prensa en una carpa ubicada tras el anfiteatro). Estos hechos, como era de esperar, fueron muy criticados por la prensa llegando al extremo de que periodistas internacionales amenazaron con retirarse del certamen.
Por su parte, el artista anglo al ser vegetariano y animalista solicitó que el día de su presentación "no debiese haber absolutamente nada de carne" (esto debido a que generalmente la producción pone a disposición de los artistas y de la prensa una serie de bocadillos o "canapés) o que la animadora Eva Gómez "no llevara puesto nada que provenga de animales" (esto debido a que el vestido que iba a ocupar aquel día iba adornado de plumas, por lo que debió retirarlas). No conforme con eso, exigió que su show "comenzara antes de la una de la madrugada, sino no actuaría", dejando fuera la competencia folclórica ese día. Luego de esto último, el jurado del festival (al enterarse) decidió, en señal de protesta, retirarse de la Quinta Vergara quedando solamente (y por un descuido) el animador chileno Cristián Sánchez (miembro del jurado). Al darse cuenta de la situación (ya durante la actuación del exlíder de The Smiths), Sánchez esbozó una sonrisa, que fue vista por el artista y exigió (según señaló la prensa especializada) que fuese retirado del lugar, por lo que el animador tuvo que retirarse también.
Las exigencias del exlíder de la banda The Smiths generaron molestia y división de opiniones en Twitter, tanto así, que algunas personas pedían que el artista fuese declarado persona Non-Grata en la ciudad de Viña del Mar.

### Problemas técnicos y lapsus de los animadores
La segunda gran crítica realizada al festival fue la pésima producción del certamen y ciertas frases "poco ubicadas" de parte de los animadores del festival.
Según la prensa de espectáculos el Festival de Viña 2012 fue el peor en cuanto al aspecto técnico, principalmente por los notorios problemas de audio que hubo a lo largo de todo el certamen viñamarino. Desde el primer artista hasta el último tuvieron problemas con el sonidista del festival, llegando incluso al impasse de Salvatore Adamo quien comenzó su actuación "sin audio" o las reiteradas llamadas de atención de parte de Luis Miguel señalando en principio que tenía poco audio y luego que no tenía retorno. Otros problemas de producción fueron el poco compromiso por la competencia Folclórica y la (ya mencionada) exigencia de Luis Miguel de limitar el acceso a la prensa. Esto, llevó incluso al concejal de Viña del Mar Jaime Varas (ind. CxC) a pedir una revisión de la concesión del festival, pidiendo incluso si es necesario el término inmediato de la concesión (perdiendo así Chilevisión la producción absoluta del certamen).
Por otra parte, fueron criticados los "lapsus" recurrentes de los animadores durante el certamen. El primero de ellos (y el más criticado) fue el realizado por Eva Gómez al despedir a Diego Torres del escenario. En aquella ocasión, estando el artista trasandino aún a su lado, pronunció la siguiente frase aludiendo a Luis Miguel (quien actuaría después de Torres):

Nos vamos a separar un segundito, vamos a ir a comerciales y a la vuelta, tenemos competencia y lo más esperado de la noche, ¡Luis Miguel!
Eva Gómez, Viña del Mar, 22 de febrero de 2012.

Esto generó una serie de críticas por parte de la prensa especializada y de los usuarios de redes sociales, tildando de "desubicada" la frase. Al día siguiente de este impasse, la animadora por su Twitter declaró que jamás fue su intención ofender al artista argentino.

### Rating del festival
En comparación con años anteriores, este festival fue el que tuvo el más bajo promedio de rating, promediando solo 25,3 puntos. Viña 2011, primer año en que CHV se hace cargo del festival, promedió 34,8; mientras que Viña 2010, el último con Canal 13 y TVN, fue de 37,9.
Entre los motivos se destaca la poco interesante parrilla de artistas invitados y la competencia por horario con los demás canales, principalmente con Canal 13 quién a la hora del festival transmitía el reality "Mundos Opuestos".
El primer punto crítico fue la primera noche del certamen, cuando a las 00:41 horas el reality mencionado alcanzó los 31,4 puntos de rating ganándole al Festival el que solo apuntaba 18 puntos. Finalmente esa noche promedió 25,1 puntos, quedando aun así de los primeros frente a las demás casas televisivas chilenas. Los animadores, al día siguiente, señalaron al unísono que no les preocupaba lo ocurrido aquella noche puesto que el Festival es una fiesta familiar y que su objetivo es alegrar a la gente y no competir con otros programas.
El segundo punto crítico, y para muchos el peor, fue la penúltima noche del festival donde en promedio quedaron segundos frente a las demás casas televisivas chilenas con solo 19,7 puntos (la peor de los últimos tres años). Nuevamente la principal causa fue su competencia televisiva Mundos Opuestos de Canal 13, pero esta vez quedando definitivamente sobre el Festival de Viña con 24,3 puntos de rating en promedio entre las 22.21 y las 01.20 horas, versus los 22,9 del certamen viñamarino durante la misma fracción de tiempo.
A continuación, una tabla con los ratings promedio durante los seis días del festival:
| Miércoles | 22 de febrero | 21:49 - 03:02 | 25,1 | Primero | [ 37 ] |
| Jueves    | 23 de febrero | 21:46 - 03:18 | 29,3 | Primero | [ 38 ] |
| Viernes   | 24 de febrero | 21:46 - 02:20 | 25,4 | Primero | [ 39 ] |
| Sábado    | 25 de febrero | 21:45 - 03:33 | 19,7 | Primero | [ 40 ] |
| Domingo   | 26 de febrero | 21:46 - 03:15 | 22,9 | Segundo | [ 41 ] |
| Lunes     | 27 de febrero | 21:46 - 02:50 | 28,1 | Primero | [ 42 ] |

## Gala
La Gala del Festival de Viña del Mar da el puntapié inicial para inaugurar cada una de las ediciones, por esta desfilan los animadores del festival, así como  artistas, rostros de televisión, actores, periodistas, deportistas y modelos. Ésta fue conducida por Jordi Castell, con las entrevistas de Francisca García Huidobro e Ignacio Gutiérrez y los comentarios de moda de Luciano Brancoli y los encargados de cerrarla fueron los animadores del Festival Eva Gómez y Rafael Araneda.[cita requerida]

## Reyes del Festival

### Elección de laReina del Festival
| #             | País                                  | Candidata                | Ocupación                                 | Participa en              | Canal         | Resultados                    |
| ------------- | ------------------------------------- | ------------------------ | ----------------------------------------- | ------------------------- | ------------- | ----------------------------- |
| 1º            | Bandera de Chile                      | Valeria Ortega           | Animadora y notera                        | Bienvenidos               | Canal 13      | 176 votos 47,31%              |
| 2º            | Bandera de España · Bandera de Líbano | Nidyan Fabregat          | Bailarina y modelo                        | Primer plano              | Chilevisión   | 70 votos 18,81%               |
| 3º            | Bandera de Argentina                  | Sabrina Sosa             | Modelo y vedette                          | SQP                       | Chilevisión   | 52 votos 13,97%               |
| 4º            | Bandera de Italia                     | Denise Faro              | Cantante y actriz                         | Competencia internacional | —             | 34 votos 9,13%                |
| 5º            | Bandera de Chile                      | Katherina Contreras      | Bailarina                                 | Calle 7                   | TVN           | 11 votos 2.95%                |
| 6º            | Bandera de Dinamarca                  | The Kat                  | Cantante                                  | Competencia internacional | —             | 9 votos 2,41%                 |
| 7º            | Bandera de Chile                      | Lola Ilich               | Gitana                                    | 40 grados                 | Mega          | 7 votos 1,88%                 |
| —             | Bandera de Chile                      | Constanza Varela (Tanza) | Actriz, modelo, chica reality y opinóloga | Intrusos                  | La Red        | Renuncia antes de la elección |
| —             | Bandera de Chile                      | María Luisa Mayol        | Actriz y opinóloga                        | Los profesionales         | La Red        | Renuncia antes de la elección |
| Votos nulos   | Votos nulos                           | Votos nulos              | Votos nulos                               | Votos nulos               | Votos nulos   | 13 votos 3,49%                |
| Votos totales | Votos totales                         | Votos totales            | Votos totales                             | Votos totales             | Votos totales | 372 100%                      |